# Spilococcus ceanothi
Spilococcus ceanothi är en insektsart som beskrevs av Mckenzie 1967. Spilococcus ceanothi ingår i släktet Spilococcus och familjen ullsköldlöss. Inga underarter finns listade i Catalogue of Life.